# سنین قانونی رابطه جنسی در ایالات متحده آمریکا

سن قانونی رابطه جنسی در آمریکا :

در ایالات متحده آمریکا، قوانین در خصوص سن قانونی فعالیت‌های جنسی در سطح ایالتی وضع می‌شوند. قوانین موضوعه فدرال متعددی در رابطه با حفاظت از خردسالان در برابر سوء استفاده گران جنسی وجود دارد، اما قوانین در خصوص سنین مشخص لازم برای رضایت جنسی به تک تک ایالت‌های آمریکا، واشینگتن، دی.سی., و قلمروهای آمریکا واگذار شده. سن قانونی رابطه جنسی بسته به حوزه قضایی بین ۱۶ و ۱۸ سال است. در بعضی جاها، قوانین مدنی و جزایی درون ایالت با یکدیگر تضاد دارند.